# Prokhor de Gorodets
Prokhor de Gorodets ou Prokhoros de Gorodets (en russe : Про́хор с Городца ; starets de la ville de Gorodets) est un peintre d'icônes de l'école iconographique de Moscou, maître supposé d'Andreï Roublev. Les chroniques l’appellent Prokhor le starets.

## Attributions, style
En 1405, ensemble avec Théophane le Grec et Andreï Roublev, il prend part à la réalisation de la peinture de l'iconostase de la cathédrale de l'Annonciation de Moscou, dans l'enceinte du kremlin de Moscou. Alors que certaines icônes de l'iconostase sont attribuées à Théophane le Grec ou à Andrei Roublev, plusieurs autres, évoquant les fêtes et solennités religieuses, sont attribuées par Victor Lazarev (1897-1976) à Prokhor : la Cène, la Crucifixion, la Mise au Tombeau, la descente aux enfers, la Pentecôte, la Dormition, l'Ascension, Saint Dmitri, Saint Georges. Cet historien d'art considérait notamment que le style un peu archaïsant de ces icônes est proche des modèles byzantins, ce qui permet à son estime de les lui attribuer. Il suivait en cela Igor Grabar. Mais ces icônes sont aujourd'hui le plus souvent répertoriées comme étant d'un auteur anonyme,. C'est la participation de Théophane le Grec à la réalisation de l'iconostase de la cathédrale de l'Annonciation qui est le plus souvent reprise par les historiens. Mais selon l'historienne Véra Traimond, aucun document ne confirme la participation des trois artistes. Quant aux analyses stylistiques, elles ne sont pas infaillibles. C'est la raison pour laquelle les icônes de la cathédrale sont actuellement souvent attribuées à des peintres anonymes. 
La manière de peindre de Prokhor reflète une grande liberté, le goût des liens harmonieux des coloris, celui des mouvements élégants. Ses personnages sont caractérisés par des détails tels que : nez pointus, bras courts.
Prokhor représente la tendance byzantine parmi les maîtres moscovites, celle qui est l'héritière de la tradition grecque du XIVe siècle (celle des maîtres Gontan, Semion, Ivan).

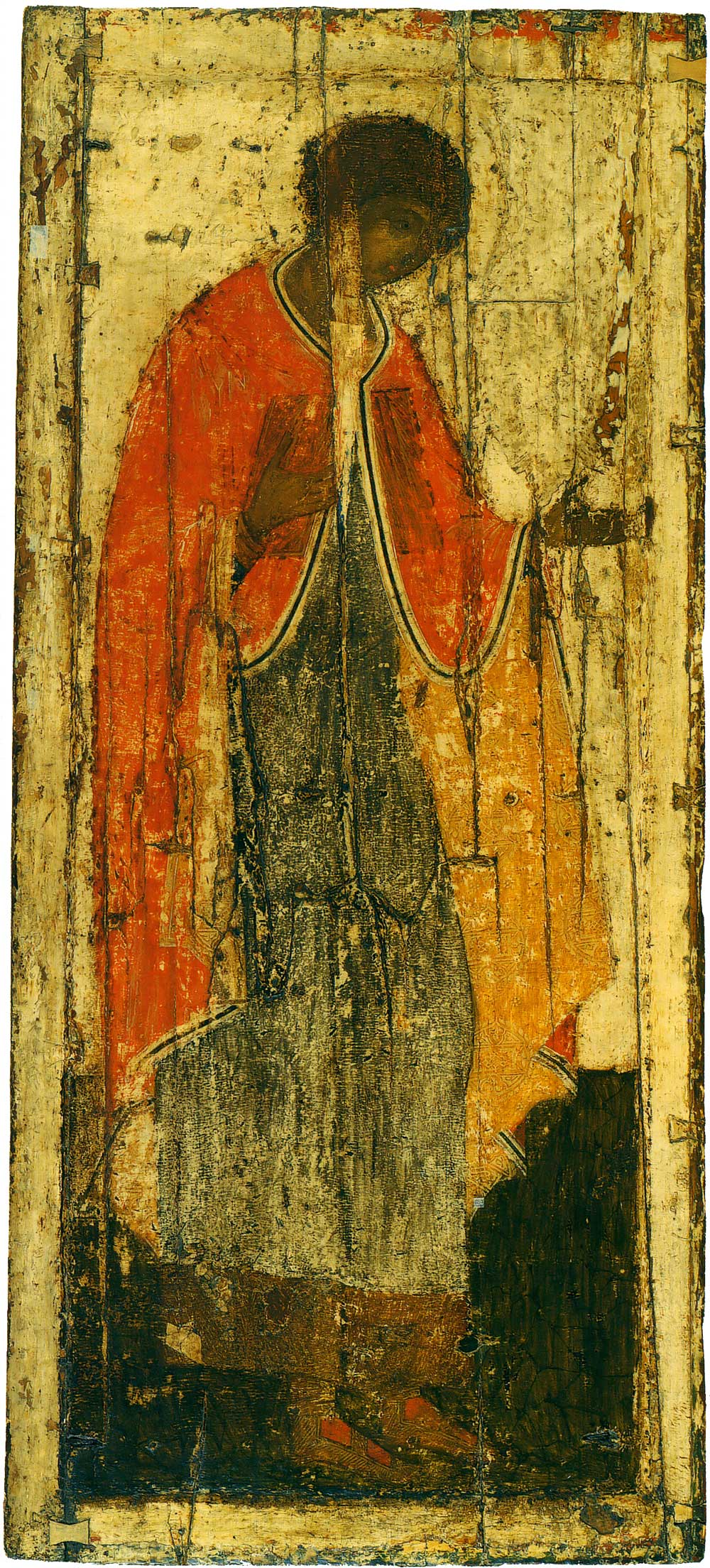
Saint Georges (cathédrale de l'Annonciation à Moscou)
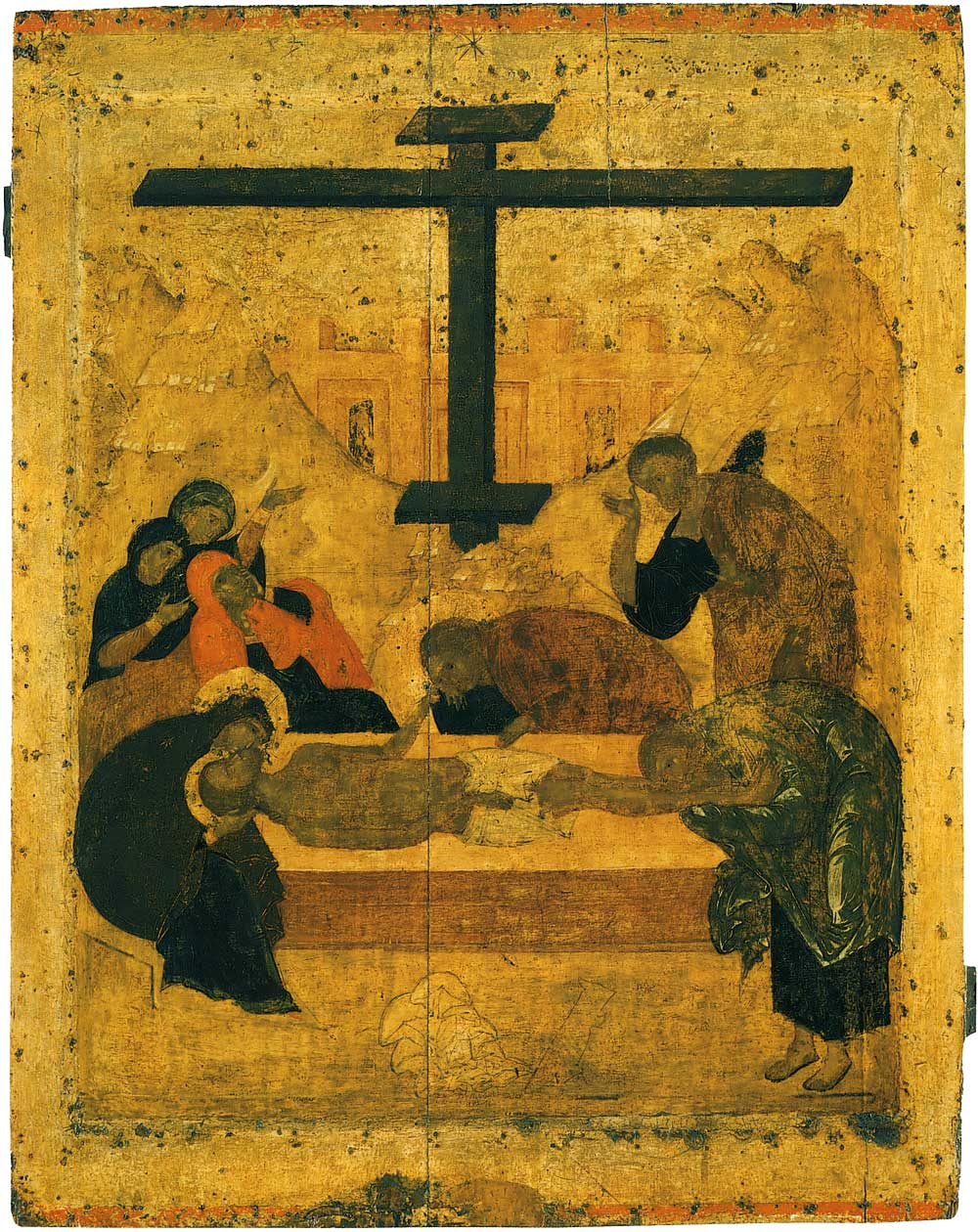
Mise au tombeau (cathédrale de l'Annonciation à Moscou)
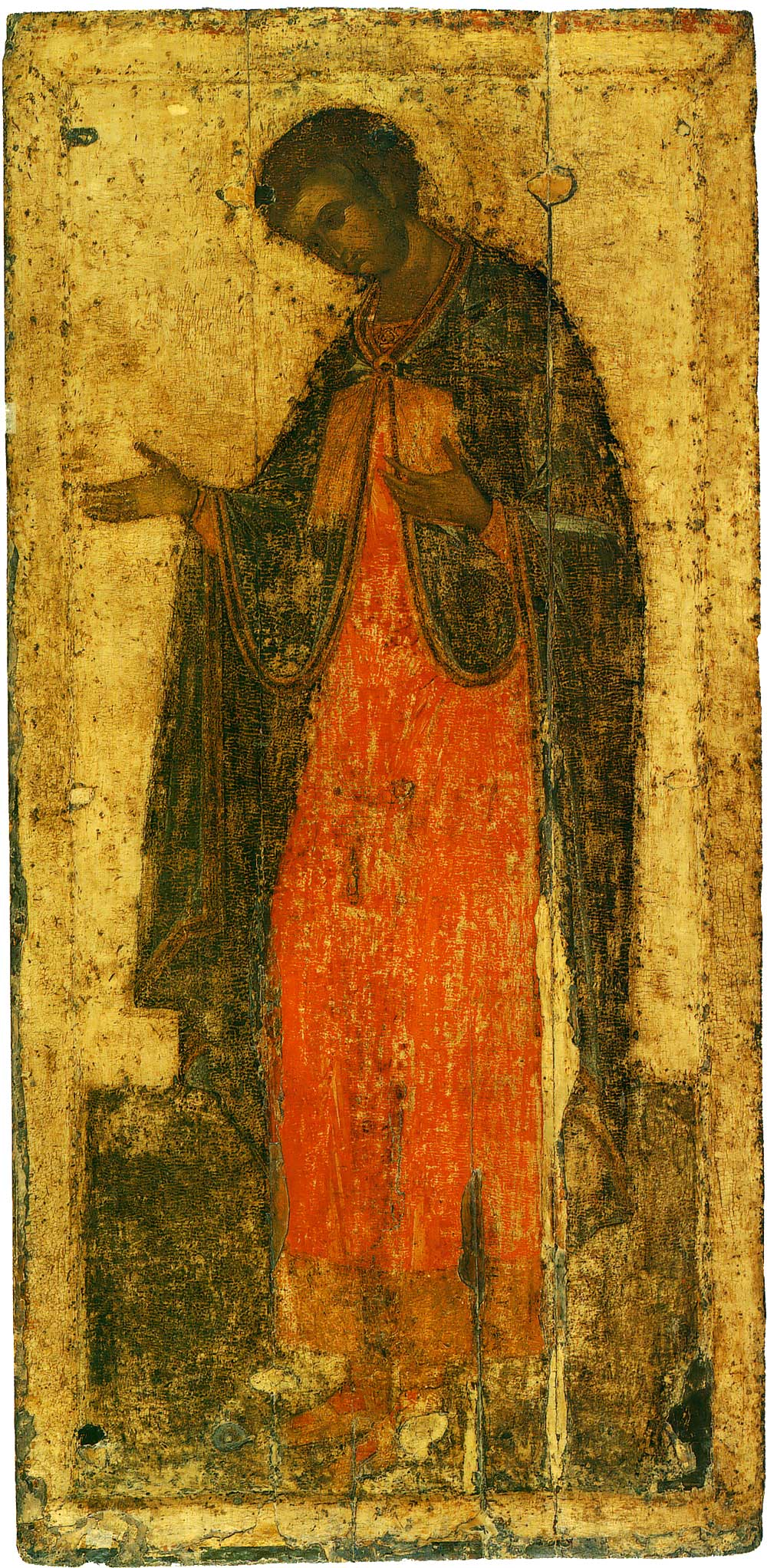
Saint Dmitri (cathédrale de l'Annonciation à Moscou)